# 광주시청
광주시청(廣州市廳)은 대한민국 경기도 광주시의 행정을 관할하는 지방 행정 기관이다.

## 참고 문헌
- 〈광주시청〉. 《두피디아》. 두산.

## 같이 보기
- 광주시 (경기도)